# Crest (Drôme)
Crest település Franciaországban, Drôme megyében. Lakosainak száma 8712 fő (2022. január 1.). Crest Vaunaveys-la-Rochette, Aouste-sur-Sye, Cobonne, Divajeu és Eurre községekkel határos.

## Népesség
A település népességének változása:
| Lakosok száma | 7140 | 7518 | 7583 | 7786 | 8181 | 8270 | 8505 | 8680 | 8707 | 8712 |
|               | 1968 | 1982 | 1990 | 2006 | 2013 | 2015 | 2017 | 2019 | 2020 | 2022 |